# Toone
Toone è un personaggio dell'Iliade di Omero. Era uno dei difensori di Troia e rimase decapitato in uno scontro con Antiloco, uno dei più forti capi achei.
Questo personaggio non va confuso con un altro Toone, anch'egli presente nell'Iliade e fratello di Xanto.

## Fonti
- Omero, Iliade.